# Hannah Miley
Hannah Louise Miley, född 8 augusti 1989, är en brittisk simmare. Hon har tävlat vid olympiska sommarspelen tre gånger.
Miley tävlade i tre grenar för Storbritannien vid olympiska sommarspelen 2008 i Peking. Hon slutade på sjätteplats på 400 meter medley och tog sig till semifinal på 200 meter medley. Miley var även en del av Storbritanniens lag som blev utslagna i försöksheatet på 4 x 200 meter frisim. 
Vid olympiska sommarspelen 2012 i London tävlade Miley i tre grenar. Hon slutade på femteplats på 400 meter medley och sjundeplats på 200 meter medley. Miley var även en del av Storbritanniens lag som slutade på femteplats på 4 x 200 meter frisim.
Vid olympiska sommarspelen 2016 i Rio de Janeiro tävlade Miley i tre grenar. Hon slutade på fjärdeplats på 400 meter medley och blev utslagen i semifinalen på 200 meter medley. Miley var även en del av Storbritanniens lag som blev utslagna i försöksheatet på 4 x 200 meter frisim.